# Marfa (Texas)
Pour la péninsule du nord de Malte, voir Péninsule de Marfa.
La ville de Marfa est le siège du comté de Presidio, dans l’État du Texas, aux États-Unis. Lors du recensement des États-Unis de 2010, sa population s’élevait à 1 981 habitants, puis à 1 714, d'après une estimation de 2018. Par ailleurs, Marfa est considérée comme la capitale de l'art au Texas.

## Patrimoine
Le centre-ville est protégé au sein du district historique de Central Marfa, un district historique inscrit au Registre national des lieux historiques depuis le 18 avril 2022.